# بنجامین گودریچ
بنجامین گودریچ (به انگلیسی: Benjamin Goodrich) (زاده ۴ نوامبر ۱۸۴۱ - درگذشته ۳ اوت ۱۸۸۸) کارآفرین، بازرگان و مدیر ارشد اجرایی آمریکایی بود، که در سال ۱۸۷۰ شرکت گودریچ را تأسیس کرد.